# Rudolf Jakob Camerarius

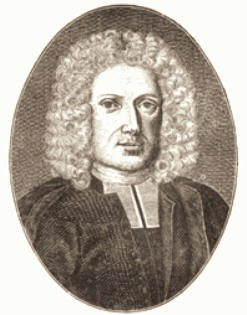
Rudolf Jakob Camerarius

Rudolf Jakob Camerarius (ur. 12 lutego 1665 r. w Tybindze, zm. 11 września 1721 r., tamże) – lekarz i botanik pochodzenia niemieckiego.
Studiował i przez całe życie związany był z uniwersytetem w Tybindze. W celach poznawczych podróżował po Holandii, Anglii, Francji. W 1688 r. został dyrektorem ogrodu botanicznego. Od 1689 r. prowadził wykłady z fizyki (wówczas dział medycyny) natomiast od 1695 r. pełnił także funkcję profesora zwyczajnego całego wydziału medycyny.

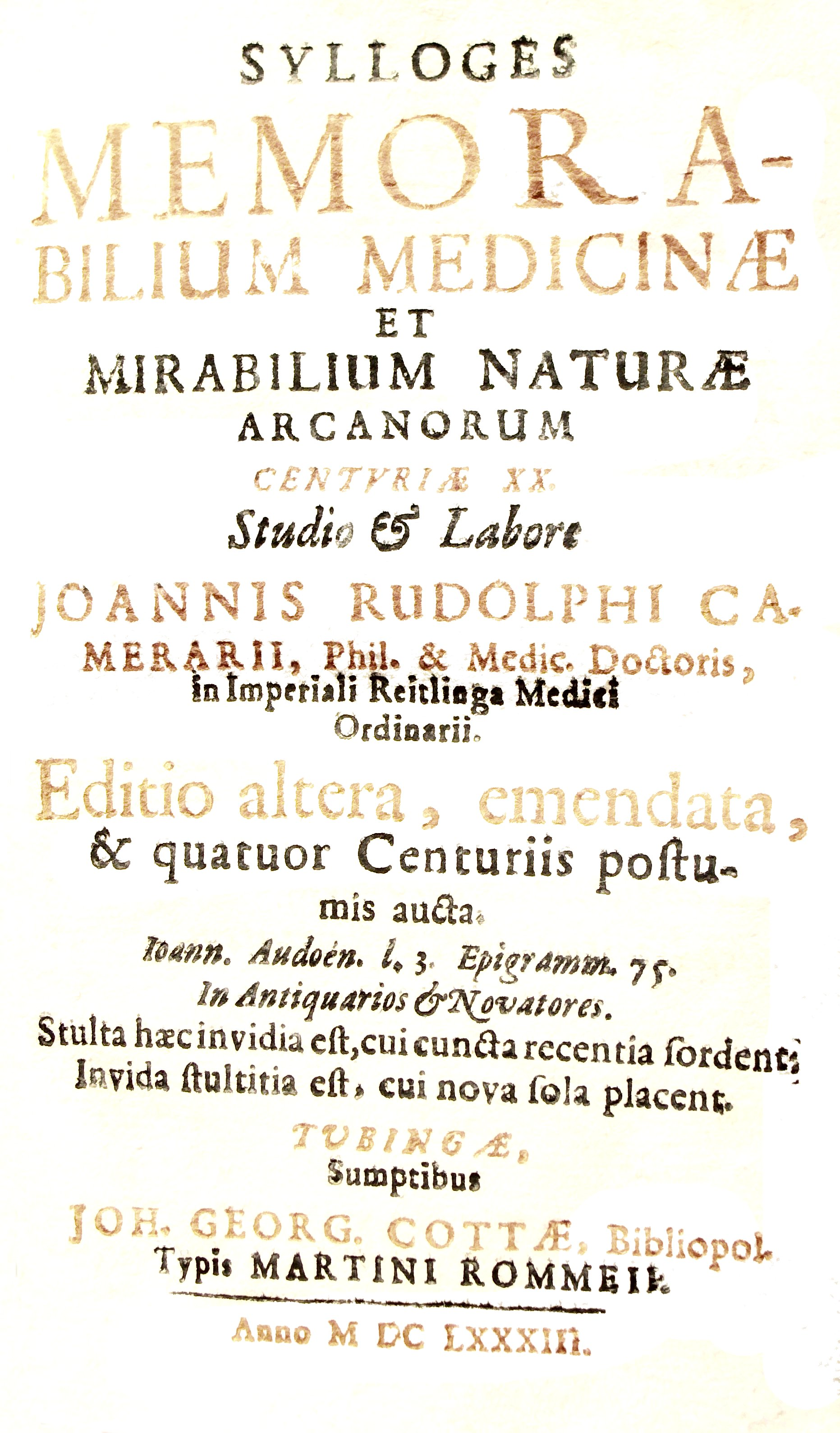
Strona tytułowa Sylloges memorabilium medicinae et mirabilium naturae arcanorum 1683

Opiekując się ogrodem botanicznym, miał możliwość poznania i udowodnienia zjawiska istnienia płci u roślin wyższych. Przeprowadził serię metodycznych doświadczeń i stwierdził, że istnieją zarówno rośliny obojnacze, jak i rozdzielnopłciowe. Myśl, że rośliny rozmnażają się jak zwierzęta, była silnie krytykowana.

## Dzieła
- De sexu plantarum epistola (1694).
- Sylloges memorabilium medicinae et mirabilium naturae arcanorum, centuriae ... (w różnych wydaniach różne liczby) (1683).